# The Turtles Present the Battle of the Bands
The Turtles Present the Battle of the Bands, musikalbum av The Turtles utgivet 1968 på skivbolaget White Whale. 
Det här albumet skulle man kunna kalla Turtles motsvarighet till The Beatles Sgt. Pepper's Lonely Hearts Club Band. Varje låt på albumet skall ge intrycket av att det är helt olika grupper som spelar dem. Här finns allt möjligt från country till surfrock. Albumets största hit "Elenore" uppfattades antagligen på den tiden som ännu en låt i leden av Turtles lätta pophits ("Happy Together", "She'd Rather Be With Me"), men lyssnar man närmare på texten upptäcker man att låten gör narr av just den typen av pop! Byrds-kompositionen "You Showed Me" blev gruppens sista stora hit.

## Låtlista
(Låtar utan angiven upphovsmän är skrivna av medlemmarna i The Turtles)
1. The Battle of the Bands  (Douglas/Harry Nilsson) - 2:14
2. The Last Thing I Remember, the First Thing I Knew - 2:55
3. Elenore - 2:31
4. Too Much Heartsick Feeling - 2:43
5. Oh, Daddy! - 2:45
6. Buzzsaw - 1:59
7. Surfer Dan - 2:42
8. I'm Chief Kamanawanalea (We're the Royal Macadamia Nuts) - 1:34
9. You Showed Me  (Clark/Roger McGuinn) - 3:16
10. Food - 2:40
11. Chicken Little Was Right - 2:47
12. Earth Anthem  (Martin) - 3:54